# Anything Goes (AC/DC)
Anything Goes è un singolo del gruppo musicale australiano AC/DC, il terzo estratto dal quattordicesimo album in studio Black Ice e pubblicato il 25 febbraio 2009.

## Video musicale
Il videoclip del brano è stato diretto da David Mallet e girato durante un'esibizione dal vivo a Parigi il 25 e 27 febbraio 2009.

## Tracce
CD promozionale
1. Anything Goes – 3:22
2. Big Jack – 3:57
3. War Machine – 3:09

## Formazione
- Brian Johnson – voce
- Angus Young – chitarra solista
- Malcolm Young – chitarra ritmica
- Cliff Williams – basso
- Phil Rudd – batteria

## Classifiche
| Classifica (2009)             | Posizione massima |
| ----------------------------- | ----------------- |
| Stati Uniti (mainstream rock) | 34                |